# .gf
.gf is het achtervoegsel van domeinen van websites uit Frans-Guyana. Hoe een domein geregistreerd moet worden is niet duidelijk; de site van de registrator geeft daarover geen informatie.